# Martyrologium

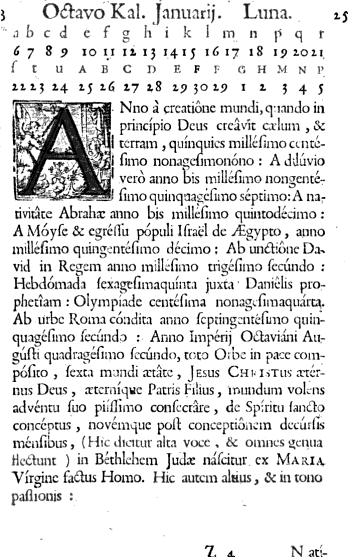
Die Verkündigung der Geburt Christi nach dem Martyrologium Romanum von 1725

Ein Martyrologium, auch Märtyrerverzeichnis (Calendarium sanctorum, Menologium, Analogium, Synaxarium), ist ein Verzeichnis von Märtyrern und anderen Heiligen und dem Tag ihres Todes, meist mit Angabe ihrer Lebensumstände und der Art ihres Martyriums.
Das Martyrologium Romanum ist das Verzeichnis aller Heiligen und Seligen der römisch-katholischen Kirche. Es wurde bis 1583 im Auftrag Papst Gregors XIII. von Kardinal Guglielmo Sirleto unter Mitarbeit insbesondere von Cesare Baronio zusammengestellt. Beim Akt der Heiligsprechung (Kanonisation) ist die Eintragung in dieses Verzeichnis der entscheidende Schritt, wichtiger noch als das Verfahren, in dem der Kanonisationsakt zustande gekommen ist, da es in den frühen Jahrhunderten noch kein geregeltes Kanonisierungsverfahren gab.
Das Martyrologium Romanum enthält außerdem Angaben über die Herrenfeste zur liturgischen Verwendung, etwa am 14. September das Fest der Kreuzerhöhung oder das Hochfest der Geburt des Herrn am 25. Dezember.

## Geschichtliche Entwicklung
Spätestens seit dem 4. Jahrhundert gab es für einzelne Ortskirchen Kalendarien mit den Festen der dort verehrten Märtyrer. Aus der Zusammenstellung solcher Märtyrerverzeichnisse entstanden Martyrologien, die die Märtyrer und Heiligen der gesamten Kirche mitsamt dem Ort ihres Grabes oder ihrer Verehrung aufführten.
Im frühen 5. Jahrhundert entstand das Martyrologium Syriacum. Dieses war eine Vorlage für das bald darauf entstandene erste lateinische Martyrologium Hieronymianum, das (wahrscheinlich fälschlicherweise) dem Kirchenvater Hieronymus zugeschrieben wurde. Dieses wurde in den folgenden Jahrhunderten mehrfach erweitert.
Seit den Zeiten Karls des Großen entstanden dann eine Reihe von Martyrologien, in denen die einzelnen Einträge mit Einzelheiten aus der Vita der Heiligen angereichert wurden. Es gab auch Martyrologien von Heiligen bestimmter Gegenden oder Ordensgemeinschaften. Besonders geschätzt war das um 804 verfasste Martyrologium Gellonense; weite Verbreitung fanden auch die Martyrologien Usuards und Bedas des Ehrwürdigen. Weitere Martyrologien verfassten im 9. Jahrhundert etwa Rabanus Maurus (um 845), Ado von Vienne (Martyrologium Adonis) (ab 855) und Notker Balbulus. Seit dem 13.  Jahrhundert sind auch volkssprachliche Fassungen in Gebrauch. Aus gereimten Martyrologien entwickelte sich im ausgehenden Hochmittelalter der sogenannte Cisiojanus, ein Merkgedicht, das bei der Datierung der unbeweglichen Feiertage der römisch-katholischen Kirche hilft. Eine Sammlung von Martyrologien wurde von August Potthast in der „Bibliotheca historica medii aevi“ (Berlin 1862) veröffentlicht.

## Liturgischer Ort
Vor der Neuordnung des Stundengebets durch das Zweite Vatikanische Konzil wurde das Martyrologium – außerhalb der österlichen Dreitagefeier – täglich am Ende der Prim vorgetragen. Nach dem Namen des in der jeweiligen Kirche gefeierten Festes und gegebenenfalls beginnender Festzeiten wurde der Tag nach dem römischen Kalender datiert und die Mondphase verkündet. Die darauf folgende Aufzählung der Heiligen wurde stets beschlossen durch die Worte: „… und anderswo viel andere heilige Martyrer, Bekenner und heilige Jungfrauen mehr.“
Beispiel aus der ins Deutsche übersetzten Ausgabe Dillingen 1599:
„Quarto nonas Ianuarij.
Der II. Tag im Jenner.
– Mondphase –
Heut ist der acht Tag Sant Stephans deß Ertzmarterers.
Item zů Rom die Gedächtnuß viler heyligen Marterer, welliche deß Keysers Diocletiani Gebott veracht, in dem ihnen die heyligen Bücher zuübergeben geschafft worden, sie aber vil lieber den Henckern ihre leiber, als Heyligthumb den Hunden dargeben.
Item zů Antiochia das Leyden deß heyligen Bischoffs Isidori.
Item inn der Statt Tomis inn Ponto/ der drey heyligen Brüder Argei, Narcißi, vnnd Marcellini der noch ein junger Knab war, vnd zur zeitt Licinij deß Fürstens, vnder den jungen Kriegsknechten gefangen, da er nit wolt kriegen, ward er biß auff den tod geschlagen, vnnd im Kercker lang gepeiniget, hat letztlich, da er inns Meer versencket worden, die Marter vollendet. Seine Brüder aber seind mit dem Schwert getödt worden.
Item zů Meiland deß heyligen Bischoffs Martiniani.
Item zů Nitria in Egypten, deß heyligen Bischoffs vnd Beichtigers Isidori.
Item deß heyligen Bischoffs Siridonis.
Item in Thebaide deß heyligen Alexandrinischen Abts Macarij.“
Das Martyrologium Romanum sieht vor, dass das Lob der Heiligen jeweils für den folgenden Tag gelesen werden soll; dies kann am besten im Rahmen des Stundengebets geschehen, aber auch außerhalb. Im Stundengebet kann es nach dem Schlussgebet der Laudes gelesen werden, aber auch nach dem Schlussgebet einer der kleinen Horen.

## Martyrologium in der Weihnachtsliturgie: Ankündigung der Geburt des Herrn
Für den 25. Dezember enthält das Martyrologium die Datierung der Geburt Jesu Christi anhand verschiedener Ereignisse der Heilsgeschichte seit der Erschaffung der Welt, der Angabe der Olympiade und verschiedener profaner Chronologien.
Mancherorts singt der Kantor, der Hebdomadar, der Diakon oder der Priester unmittelbar vor der Christmette feierlich diese Ankündigung der Geburt des Herrn, die aus ihrem liturgischen Ort im Stundengebet, dem Ende der Prim, ins kirchliche Brauchtum übergegangen ist. Dabei entfällt dann meist die Kommemoration der acht Heiligen des Tages.
| Ankündigung der Geburt des Herrn nach dem Römischen Martyrologium (1584) | Ankündigung der Geburt des Herrn nach dem Römischen Martyrologium (1584) |
| --- | --- |
| lateinisch (ältere Fassung) | deutsch |
| Anno a creatione mundi, quando in principio Deus creavit caelum et terram, quinquies millesimo centesimo nonagesimo nono; a diluvio autem, anno bis millesimo nongentesimo quinquagesimo septimo: a nativitate Abrahae, anno bis millesimo quintodecimo: a Mose et egressu populi Israel de Aegypto, anno millesimo quingentesimo decimo: ab unctione David in Regem, anno millesimo trigesimo secundo: Hebdomada sexagesima quinta, juxta Danielis prophetiam: Olympiade centesima nonagesima quarta: ab urbe Roma condita, anno septingentesimo quinquagesimo secundo: anno Imperii Octaviani Augusti quadragesimo secundo, toto Orbe in pace composito, sexta mundi aetate, Jesus Christus, aeternus Deus aeternique Patris Filius, mundum volens adventu suo piissimo consecrare, de Spiritu Sancto conceptus, novemque post conceptionem decursis mensibus, in Bethlehem Judae nascitur ex Maria Virgine factus homo. Nativitas Domini nostri Jesu Christi secundum carnem. | Im Jahr 5199 seit Erschaffung der Welt, da Gott im Anfang Himmel und Erde schuf, im Jahr 2957 seit der Sintflut, im Jahr 2015 seit Abrahams Geburt, im Jahr 1510 seit Moses und dem Auszug des Volkes Israels aus Ägypten, im Jahr 1032 seit der Salbung Davids zum König, in der 65. Jahreswoche nach der Weissagung Daniels, in der 194. Olympiade, im Jahr 752 seit der Gründung Roms, im 42. Jahr der Regierung des Oktavianus Augustus, da auf der ganzen Erde Friede war, im sechsten Weltzeitalter wollte Jesus Christus, ewiger Gott und Sohn des ewigen Vaters, die Welt durch seine gnadenvolle Ankunft heiligen, empfangen vom Heiligen Geist, neun Monate nach der Empfängnis, wurde er als Mensch zu Bethlehem in Juda aus Maria der Jungfrau geboren: Die Geburt unseres Herrn Jesus Christus dem Fleische nach. |

Die konkreten Jahreszahlen der Version von 1584 beziehen sich auf antike bzw. mittelalterliche Berechnungen. Diese „sind, was die Geschichte Israels und anderer Völker der Antike betrifft, nicht sehr genau, stehen aber für historische Fassbarkeit von Ereignissen und Personen. Was den Beginn der Welt- und Menschheitsgeschichte betrifft, wurde die Vorlage dem heutigen Wissensstand angepasst.“ Dabei wird nunmehr die heilsgeschichtliche Dimension dieser Ereignisse stärker akzentuiert.
| Ankündigung der Geburt des Herrn nach dem Römischen Martyrologium (2004) | Ankündigung der Geburt des Herrn nach dem Römischen Martyrologium (2004) |
| --- | --- |
| lateinisch | deutsche Übertragung |
| Innumeris transactis saeculis a creatione mundi, quando in principio Deus creavit caelum et terram et hominem formavit ad imaginem suam; permultis etiam saeculis, ex quo post diluvium Altissimus in nubibus arcum posuerat, signum foederis et pacis; a migratione Abrahae, patris nostri in fide, de Ur Chaldaeorum saeculo vigesimo primo; ab egressu populi Israel de Aegypto, Moyse duce, saeculo decimo tertio; ab unctione David in regem, anno circiter millesimo; hebdomada sexagesima quinta, iuxta Danielis prophetiam; Olympiade centesima nonagesima quarta; ab Urbe condita anno septingentesimo quinquagesimo secundo; anno imperii Caesaris Octaviani Augusti quadragesimo secundo; toto Orbe in pace composito, Jesus Christus, aeternus Deus aeternique Patris Filius, mundum volens adventu suo piissimo consecrare, de Spiritu Sancto conceptus, novemque post conceptionem decursis mensibus, in Bethlehem Iudae nascitur ex Maria Virgine factus homo: Nativitas Domini nostri Jesu Christi secundum carnem. | Unzählige Jahrhunderte waren vergangen seit Erschaffung der Welt, als Gott im Anfang Himmel und Erde erschuf und den Menschen nach seinem Bilde gestaltete; und etliche weitere Jahrhunderte, seit der Höchste nach der Flut in die Wolken einen Bogen gesetzt hatte als Zeichen des Bundes und des Friedens; von der Auswanderung Abrahams, unseres Vaters im Glauben, aus Ur in Chaldäa im 21. Jahrhundert; vom Auszug des Volkes Israel aus Ägypten unter der Führung des Mose im 13. Jahrhundert; von der Salbung des David zum König etwa im 1000. Jahr; in der 65. Woche nach Daniels Weissagung; in der 194. Olympiade; seit Gründung der Stadt im 752. Jahr; im 42. Jahr der Regierung des Kaisers Octavianus Augustus, als die ganze Welt in Frieden verfasst war; da wird Jesus Christus, ewiger Gott und des ewigen Vaters Sohn, der die Welt durch seine hingebungsvolle Ankunft heiligen wollte, vom Heiligen Geist empfangen, neun Monate nach der Empfängnis in Bethlehem in Juda geboren von der Jungfrau Maria, als Mensch. Die Geburt unseres Herrn Jesus Christus dem Fleische nach. |

## Das Martyrologium Romanum
Das Martyrologium Romanum des 16. Jahrhunderts beruht auf dem Martyrologium des Mönches Usuard von der Abtei Saint-Germain-des-Prés (um 860), der sich auf die Arbeiten des Florus von Lyon († um 860) und des Ado von Vienne († 875) stützte, die ihrerseits das Martyrologium Bedas des Ehrwürdigen († 735) weiterentwickelt hatten.
Im Zuge der Liturgiereform nach dem Konzil von Trient (1545–1563) wurde im Jahr 1584 von Papst Gregor XIII. mit der Konstitution Emendato iam die erste Druckausgabe des Martyrologium Romanum promulgiert, nachdem voraufgehende Drucke aus den Jahren 1582 und 1583 wegen vieler Fehler hatten zurückgezogen werden müssen. Dieses Martyrologium ließ Papst Sixtus V. im Jahre 1586 durch Baronius zu einem Martyrologium universale erweitern, das die Märtyrer und Heiligen aller Länder und Zeiten umfassen sollte (wiederum erweitert von Heribert Rosweid, Antwerpen 1613).
Im Anschluss an das Zweite Vatikanische Konzil erschien 2001 eine Editio typica des Martyrologium Romanum, deren wiederum überarbeitete und erweiterte Neuausgabe (Editio altera) 2004 vom Heiligen Stuhl als neues Gesamtverzeichnis der Heiligen und Seligen der katholischen Weltkirche vorgelegt wurde. Es enthält auf 844 Seiten biographische und liturgische Angaben in lateinischer Sprache über insgesamt 6.650 Selige und Heilige. Ferner sind rund 7.400 weitere, nicht immer genau identifizierbare Märtyrer aufgeführt, die bei Christenverfolgungen getötet wurden.

## Martyrologium des 20. Jahrhunderts
Im Jahr 1994 wies Papst Johannes Paul II. darauf hin, dass das 20. Jahrhundert viele Märtyrer hervorgebracht habe, deren Zeugnis nicht verlorengehen dürfe. Er hielt dazu im apostolischen Schreiben Tertio millennio adveniente (Nr. 37) fest:

„In unserem Jahrhundert sind die Märtyrer zurückgekehrt, häufig unbekannt, gleichsam unbekannte Soldaten der großen Sache Gottes. Soweit als möglich dürfen ihre Zeugnisse in der Kirche nicht verlorengehen.“

Für die Deutsche Bischofskonferenz übernahm Helmut Moll diese Aufgabe. Unter seiner Federführung erschien 1999 das Deutsche Martyrologium des 20. Jahrhunderts, das seit dem Jahr 2024 in seiner achten, erweiterten und aktualisierten Auflage vorliegt. Die Bischofskonferenzen von Italien, der Niederlande, Österreich, Polen, Slowenien und Spanien sind dem Aufruf ebenfalls nachgekommen und haben ähnliche Martyrologien für ihre Länder erstellt.

## Ausgaben
- Martyrologium Romanum. Editio princeps (1584). Anastatische Ausgabe, mit einer Einleitung und einem Anhang herausgegeben von Manlio Sodi und Robert Fusco (Monumenta Liturgica Concilii Tridentini 6). Libreria editrice Vaticana, Città del Vaticano 2005, ISBN 88-209-7675-7.
- Hippolytus Delehaye, Paulus Peeters, Mauritius Coens u. a. (Hrsg.): Martyrologium Romanum ad formam editionis typicae scholiis historicis instructum. In: Acta Sanctorum, Propylaeum Decembris. Société des Bollandistes, Brüssel 1940.
- Martyrologium Romanum. Ex decreto Sacrosancti Oecumenici Concilii Vaticani II instauratum auctoritate Ioannis Pauli PP. II promulgatum. Editio altera. Libreria editrice Vaticana, Città del Vaticano 2004, ISBN 88-209-7210-7.
- Helmut Moll (Hrsg. im Auftrag der Deutschen Bischofskonferenz), Zeugen für Christus. Das deutsche Martyrologium des 20. Jahrhunderts, Paderborn u. a. 1999, 8., erweiterte und aktualisierte Auflage 2024.